# Cathaya
Cathaya é um género de coníferas pertencentes à família Pinaceae, ordem Pinales. Este género tem apenas uma espécie: Cathaya argyrophylla.
A área de distribuição do género Cathaya restringe-se ao sul da China (Guangxi, Guizhou, Hunan e sudeste de Sichuan). Normalmente entre 950–1800 m de altitude.
As folhas medem  2,5–5 cm e dispõem-se em espiral. A sua pinha mede 3–5 cm, contendo apenas 2 sementes.